# Liste der Kreisstraßen im Landkreis Starnberg
Die Liste der Kreisstraßen im Landkreis Starnberg ist eine Auflistung der Kreisstraßen im bayerischen Landkreis Starnberg mit deren Verlauf.

## Abkürzungen
- FFB: Kreisstraße im Landkreis Fürstenfeldbruck
- M: Kreisstraße im Landkreis München
- St: Staatsstraße in Bayern
- STA: Kreisstraße im Landkreis Starnberg
- TÖL: Kreisstraße im Landkreis Bad Tölz-Wolfratshausen
- WM: Kreisstraße im Landkreis Weilheim-Schongau

## Liste
Nicht vorhandene bzw. nicht nachgewiesene Kreisstraßen werden in Kursivdruck gekennzeichnet, ebenso Straßen und Straßenabschnitte, die unabhängig vom Grund (Herabstufung zu einer Gemeindestraße oder Höherstufung) keine Kreisstraßen mehr sind.
Der Straßenverlauf wird in der Regel von Nord nach Süd und von West nach Ost angegeben.
| Nr. STA | Verlauf |
| ------- | --- |
| STA 1   | (FFB 6 im Landkreis Fürstenfeldbruck) – Landkreisgrenze – ohne Ort, ohne Abzweig einer klassifizierten Straße – Landkreisgrenze – (FFB 6 im Landkreis Fürstenfeldbruck) – Landkreisgrenze – Etterschlag – St 2348 – /                               |
| STA 3   | (M 4 im Landkreis München) – Landkreisgrenze – Gauting – St 2063 – St 2349 – Königswiesen – Hausen – St 2069 – Hadorf – St 2070 – Perchting – Landstetten – Rothenfeld – St 2067 – Erling – Landkreisgrenze – (WM 7 im Landkreis Weilheim-Schongau) |
| STA 6   | St 2349 in Oberpfaffenhofen – Hochstadt – Unering – St 2070 |
| STA 7   | St 2070 in Aufkirchen – Bachhausen – Landkreisgrenze – (TÖL 19 im Landkreis Bad Tölz-Wolfratshausen) |
| STA 9   | St 2068 in Herrsching am Ammersee – Frieding – St 2070 in Drößling |
| STA 11  | St 2070 in Höhenrain – Landkreisgrenze – (TÖL 20 im Landkreis Bad Tölz-Wolfratshausen) |